# GTUBE
GTUBE (Generic Test for Unsolicited Bulk Email) — почтовое сообщение, применяемое для тестирования антиспама. По умолчанию имеет оценку 1000 в SpamAssassin.
Для проверки антиспама в теле письма должна содержаться следующая строчка:
```
XJS*C4JDBQADN1.NSBN3*2IDNEN*GTUBE-STANDARD-ANTI-UBE-TEST-EMAIL*C.34X
```

Эта строка копируется в тело (текст) письма, отправляемого стандартными способами.